# آرپاد میکلوش
آرپاد میکلوش (انگلیسی: Arpad Miklos؛ زاده ۱۱ سپتامبر ۱۹۶۷ درگذشته ۳ فوریهٔ ۲۰۱۳) یک بازیگر پورنوگرافی اهل مجارستان بود.